# Hồ Việt Lắm
Hồ Việt Lắm (sinh năm 1950 tại Đồng Khởi, tỉnh Bến Tre) là Thiếu tướng Công an nhân dân Việt Nam và chính trị gia Việt Nam. Ông từng là Cục trưởng An ninh Tây Nam Bộ, thuộc Tổng cục An ninh 2, Bộ Công an (Việt Nam), Đại biểu Quốc hội Việt Nam khóa 11 thuộc đoàn đại biểu tỉnh Cà Mau.Tháng 1 năm 2018 ông vinh dự được Nhà nước phong tặng danh hiệu Anh hùng lực lượng vũ trang nhân dân.

## Tiểu sử
Hồ Việt Lắm sinh ngày 15 tháng 6 năm 1950 tại Đồng Khởi, tỉnh Bến Tre. Sau đó ông di cư về sống ở tỉnh Cà Mau.
Hồ Việt Lắm có quê quán ở xã Trần Hợi, huyện Trần Văn Thời, tỉnh Cà Mau.
Ông có có tên gọi khác là Mười Lắm.
Hồ Việt Lắm có bằng Cử nhân Luật.
Từ năm 1962, Hồ Việt Lắm bắt đầu tham gia hoạt động cách mạng.
Bắt đầu từ tháng 3 năm 1970, Hồ Việt Lắm hoạt động trong lực lượng Công an, làm cán bộ Ban An ninh xã Trần Hợi, huyện Trần Văn Thời, tỉnh Cà Mau.
Tháng 9 năm 1972, Hồ Việt Lắm được Huyện ủy Trần Văn Thời điều động về công tác ở Tiểu ban chấp pháp Ban An ninh huyện Trần Văn Thời.
Đầu năm 1981, Hồ Việt Lắm trở về Cà Mau làm Phó trưởng Công an huyện Trần Văn Thời sau khi học lớp huấn luyện chương trình “Bổ túc sĩ quan”.
Hồ Việt Lắm từng là Đại biểu Quốc hội Việt Nam khóa 11 nhiệm kì 2002-2007 thuộc đoàn đại biểu tỉnh Cà Mau, lúc này ông mang quân hàm Đại tá, giữ chức vụ Giám đốc Công an tỉnh Cà Mau. Ông là đảng viên Đảng Cộng sản Việt Nam, là uỷ viên Ban thường vụ tỉnh uỷ, Bí thư Đảng ủy Công an tỉnh Cà Mau.
Ngày 9 tháng 1 năm 2005, Hồ Việt Lắm là một trong số 26 Đại tá được thăng Thiếu tướng, lúc này ông là Cục trưởng Cục A44, Bộ Công an.

## Gia đình
Ông đã kết hôn. Hai vợ chồng ông sinh được 4 người con. Vợ ông ở quê Cà Mau, làm ruộng. Vợ ông mất năm 2007 vì bệnh.

## Tặng thưởng
- 2 Huân chương Chiến công hạng nhất[2]
- Huân chương Kháng chiến chống Mỹ hạng ba[2]
- Anh hùng Lực lượng vũ trang nhân dân[5]